# كتان أحمر

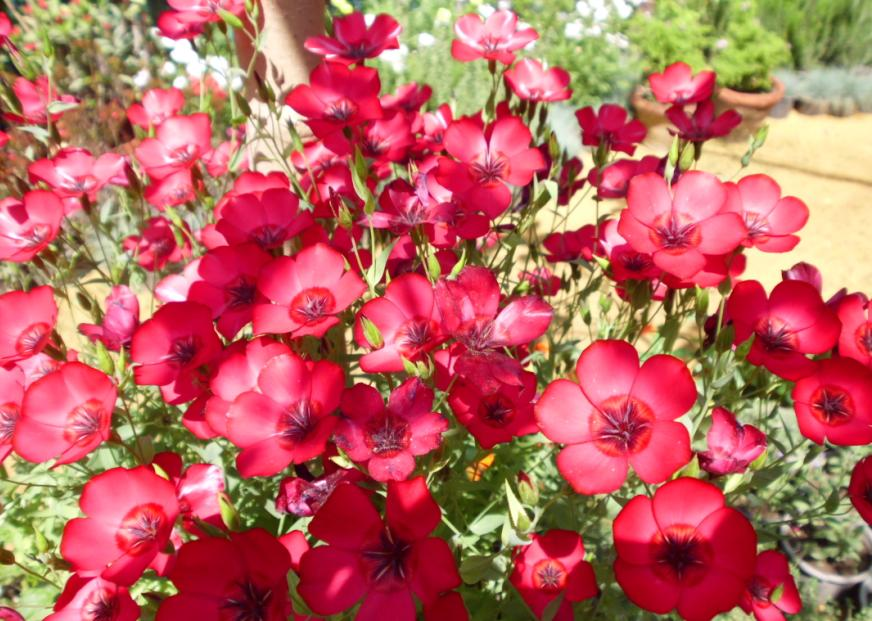
الكتان الأحمر

الكتان الأحمر أو كتان الزهور هو نوع من الكتان، أصله من الجزائر، لكنه يعرف في أماكن أخرى في أمريكا الشمالية وجنوب أوروبا نباتًا دخيلًا.